# John Nelsén
Sven John Olof Nelsén,  född den 24 mars 1865 i Hägerstads församling, Östergötlands län, död den 13 mars 1940 i Djursholm, Danderyds församling, var en svensk jurist.
Efter studier vid Skara högre allmänna läroverk blev Nelsén 1886 student vid Uppsala universitet och 1888 vid Lunds universitet, där han avlade examen till rättegångsverken 1892. Han blev extra ordinarie landskontorist vid länsstyrelsen i Skaraborgs län i Mariestad 1890, ordinarie 1900, länsbokhållare 1902, var tillförordnad lanträntmästare 1907–1908 och blev länsassessor 1918. Nelsén var kamrerare i Skaraborgs läns landsting 1914–1920 och landskamrerare i Skaraborgs län 1920–1932. Han blev riddare av Nordstjärneorden 1926.